# Квашине (станція)
Ква́шине — проміжна залізнична станція Донецької дирекції Донецької залізниці на двоколійній електрифікованій змінним струмом лінії Іловайськ — Квашине між станціями Амвросіївка (10 км) (Донецька залізниця) та Успенська (9 км) (Північно-Кавказька залізниця). Розташована в селищі Квашине Амвросіївського району Донецької області.

## Пасажирське сполучення
До військової агресії Росії на сході України Квашине була кінцевою на кордоні з Росією. З грудня 2017 року сайт Яндекс подає інформацію, що електропоїзди зупиняються по Квашиному. Кінцева ж на території Росії Успенська.